# Piles (province de Valence)
Pour les articles homonymes, voir Pile.
Piles (en valencien et en castillan), également connue sous le nom de Piles de Mar, est une commune d'Espagne de la province de Valence dans la Communauté valencienne. Elle est située dans la comarque de la Safor et dans la zone à prédominance linguistique valencienne.

## Géographie

Localisation de Piles
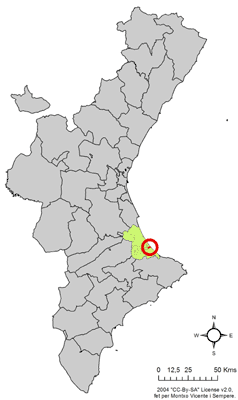
dans la Communauté valencienne.
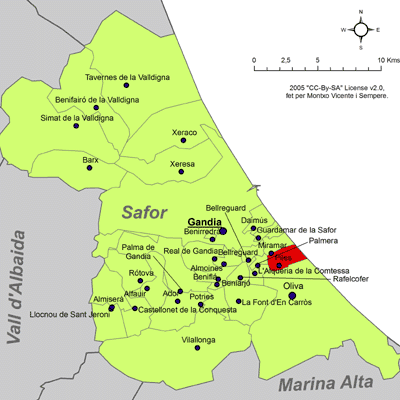
dans la comarque de la Safor.

Piles est située dans le sud-est de la Province de Valence, sur le littoral méditerranéen. Le climat y est méditerranéen. On accède au village par la route, depuis Valence, en empruntant la nationale N-332, puis la CV-673. (CV = carretera vecinal, soit route communale). 
Faux en ce qui concerne CV = carretera vecinal. En Espagne les routes dépendantes des régions autonomes ont comme nomenclature les initiales de chacune suivi d'une numération. À savoir, pour la Communauté Valencienne : CV.***; Catalogne : C.***; Andalousie : A.***.... et ainsi toutes les restantes. 

### Localités limitrophes
La commune de Piles est entourée par les communes suivantes, faisant toutes partie de la Province de Valence :
Oliva, Miramar, Palmera et L'Alqueria de la Comtessa.

## Histoire
L'origine du village semble se trouver dans un petit hameau musulman dépendant du château de Rebollet, elle fut conquise en même temps que lui, au milieu du XIIIe siècle par Jacques Ier d'Aragon. À l'époque une grande partie de la commune était marécageuse.
Son Histoire a toujours été liée avec celles du comté d'Oliva et du duché de Gandia, auxquels elle appartenait. Avec l'expulsion des Maures, elle devint pratiquement inhabitée. Seuls quelques vieux chrétiens restèrent et introduisirent de nouvelles cultures, parmi lesquelles celle du mûrier, qui allait donner lieu à la naissance d'une industrie de la soie florissante. C'est cette industrie qui allait permettre le développement du village.

## Démographie
On assiste à une augmentation soudaine de la population pendant la période estivale, en raison des nombreux touristes (espagnols et étrangers) qui fréquentent sa plage.
| 1990  | 1992  | 1994  | 1996  | 1998  | 2000  | 2002  | 2004  | 2005  |
| ----- | ----- | ----- | ----- | ----- | ----- | ----- | ----- | ----- |
| 2.054 | 2.131 | 2.110 | 1.956 | 1.946 | 1.981 | 2.238 | 2.347 | 2.446 |

Assez bizarrement, on trouve à Piles (et dans une moindre mesure dans les villes alentour) une forte proportion de francophones et de Français (en été). Une grande partie de la population de Piles a émigré en France. Après une vie de travail, beaucoup sont retournés vivre leur retraite dans leur village, laissant souvent leurs enfants (déjà adultes) et leurs petits enfants en France. De ce fait, l'été est l'occasion pour tous ceux restés hors d'Espagne de venir voir leur famille et de profiter de la plage et du soleil.
Ainsi, en juillet et en août, on peut entendre parler des Français à tous les coins de rue, et tous les commerçants parlent ou au moins comprennent le Français.

## Économie
Il n'y a pas de culture sèche. Les champs sont irrigués grâce aux eaux du riu Serpis, par l'intermédiaire de la Séquia comuna d’Oliva. Les orangers occupent la quasi-totalité de la surface cultivée sur la commune. Le reste est dédié aux cultures maraîchères.
Le secteur de l'élevage compte quelques exploitations bovines et avicoles. La pêche ne représente plus qu'une petite partie des revenus de la commune. La proximité de villes comme Gandia et Oliva, qui offrent du travail dans l'industrie et les services, permet à une partie de la population de continuer à vivre à Piles, tout en travaillant dans les villes déjà citées.
Le tourisme estival, en plein boom depuis une vingtaine d'années, représente aujourd'hui une importante source de revenus pour la commune.

## Patrimoine
- Iglesia Parroquial. Église paroissiale dédiée à Sainte Barbara.
- Torre Vigía. Cette tour construite près de la côte, probablement au XVIe siècle, servait à protéger la région des attaques des pirates berbères.

## Fêtes locales
- Festes Majors. Piles fête sont saint patron protecteur en mai, ces fêtes sont dédiées à Sant Felip, Crist de l'Agonia, Verge del Carme et Sant Ferrand.